# خطل الانقباض
خطل الانقباض (بالإنجليزية: Parasystole)‏ هو نوع من عدم انتظام ضربات القلب ناجم عن وجود منظم ثانوي لضربات القلب، والذي يعمل بالتوازي مع العقدة الجيبية الأذينية.